# Rengsjö
Rengsjö è un'area urbana della Svezia situata nel comune di Bollnäs, contea di Gävleborg.
La popolazione rilevata nel censimento 2010 era di 264 abitanti .